# Glypta interrupta
Glypta interrupta är en stekelart som beskrevs av Dasch 1988. Glypta interrupta ingår i släktet Glypta och familjen brokparasitsteklar. Inga underarter finns listade i Catalogue of Life.